# Spoorlijn Lüneburg - Büchen
De spoorlijn Lüneburg - Büchen is een Duitse spoorlijn in Nedersaksen en Sleeswijk-Holstein en is als spoorlijn 1150 onder beheer van DB Netze.

## Geschiedenis
Het traject werd door de Berlin-Hamburger Eisenbahn geopend op 15 oktober 1851. Omdat de bruggen over de Elbe bij Hamburg pas in 1872 voltooid waren was tot dit tijd de lijn de kortste verbinding tussen Hamburg en Hannover via Lüneburg en Lerthe. In 1878 werd bij Lauenburg een spoorbrug over de Elbe gebouwd ter vervanging van de spoorboot.

## Toekomst
Plannen zijn om met de opening van de Fehmarnbelttunnel de lijn in 2022 op dubbelspoor te brengen en te elektrificeren.

## Treindiensten
De Deutsche Bahn verzorgt het personenvervoer op dit traject met ICE, IC, RE en RB treinen.
| Serie | Treinsoort                      | Route                                                                          | Bijzonderheden |
| ----- | ------------------------------- | ------------------------------------------------------------------------------ | -------------- |
| RE 83 | RegionalExpress (DB Regio Nord) | Kiel Hbf – Preetz – Bad Schwartau – Lübeck Hbf – Ratzeburg – Büchen – Lüneburg |                |

## Aansluitingen
In de volgende plaatsen is of was er een aansluiting op de volgende spoorlijnen:
Lüneburg
DB 1151, spoorlijn tussen Wittenberge en Jesteburg
DB 1153, spoorlijn tussen Lüneburg en Stelle
DB 1720, spoorlijn tussen Lehrte en Cuxhaven
DB 9110, spoorlijn tussen Lüneburg en Bleckede
DB 9111, spoorlijn tussen Lüneburg en Soltau
Büchen
DB 1121, spoorlijn tussen Lübeck en Büchen
DB 6100, spoorlijn tussen Berlijn en Hamburg